# Fashionline
FashiOnline.org est le portail web de la mode belge. 
Son contenu est consacré aux tendances de la création de mode et de l'habillement. 
Sa structure en fait une plateforme d'information et de communication à destination à la fois des professionnels du secteur et des aficionados de la mode.  
Parmi les rubriques, on peut citer notamment : 
- Le Mag : reportages, interviews, séries exclusives ;
- Les Petites Annonces mode : gratuites et ouvertes à tous ;
- L'agenda des événements mode en Belgique et dans le nord de la France ;
- Une liste de plus de 800 liens mode ;

Le fondateur est Étienne Latour.